# Список дипломатических и консульских представительств на Украине

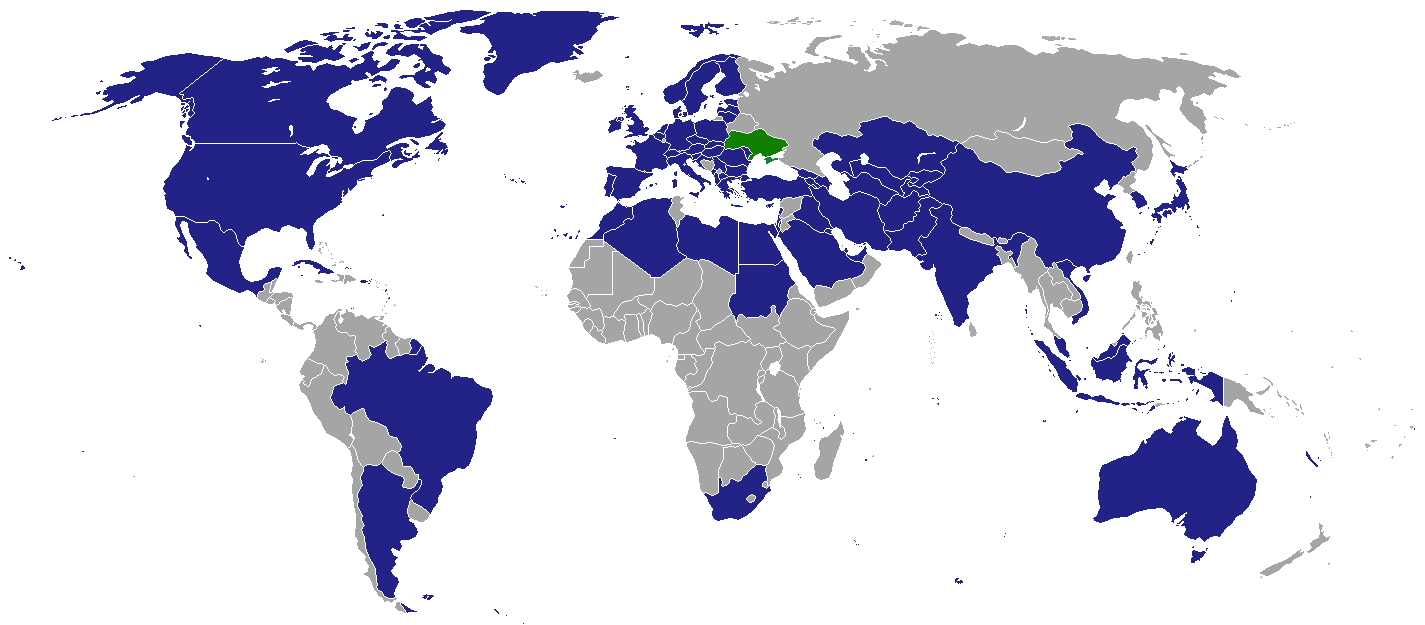
Карта дипломатических миссий на Украине

Это список дипломатических миссий на Украине. По состоянию на август 2012 года Украина имеет 132 иностранных представительства на Украине. Из них в Киеве открыто 73 иностранных дипломатических представительства (71 иностранное посольство, Республика Перу — атташат по экономическим и торговым вопросам, Иордания — отделение Посольства), 21 генеральное консульство, 76 почётных консульств.

## Посольства в Киеве
| Государство           | Посольство                                      | Адрес                              | Изображение | Дипломатические миссии страны                               |
| --------------------- | ----------------------------------------------- | ---------------------------------- | ----------- | ----------------------------------------------------------- |
| Австралия             | Посольство Австралии на Украине                 | Костёльная улица, 13-А             |             | Список дипломатических миссий Австралии                     |
| Австрия               | Посольство Австрии на Украине                   | Улица Ивана Франко, 33             |             | Список дипломатических миссий Австрии                       |
| Азербайджан           | Посольство Азербайджана на Украине              | Глубочицкая улица, 24              |             | Список дипломатических миссий Азербайджана                  |
| Алжир                 | Посольство Алжира на Украине                    | Зверинецкая улица, 76              |             | Список дипломатических миссий Алжира                        |
| Аргентина             | Посольство Аргентины на Украине                 | Улица Ивана Фёдорова, 12, 6-й этаж |             | Список дипломатических миссий Аргентины                     |
| Армения               | Посольство Армении на Украине                   | Владимирская улица, 45             |             | Список дипломатических миссий Армении                       |
| Афганистан            | Посольство Афганистана на Украине               | Улица Ульяны Громовой, 14          |             | Список дипломатических миссий Афганистана                   |
| Бельгия               | Посольство Бельгии на Украине                   | Улица Леонтовича, 4                |             | Список дипломатических миссий Бельгии                       |
| Беларусь              | Посольство Республики Беларусь на Украине       | Улица Михаила Коцюбинского, 3/5    |             | Список дипломатических представительств Республики Беларусь |
| Болгария              | Посольство Болгарии на Украине                  | Госпитальная улица, 1              |             | Список дипломатических миссий Болгарии                      |
| Бразилия              | Посольство Бразилии на Украине                  | Улица Боричев Ток, 22А             |             | Список дипломатических миссий Бразилии                      |
| Ватикан               | Нунциатура Святого Престола на Украине          | Тургеневская улица , 40            |             | Список дипломатических миссий Ватикана                      |
| Великобритания        | Посольство Великобритании на Украине            | Десятинная улица, 9                |             | Список дипломатических миссий Великобритании                |
| Венгрия               | Посольство Венгрии на Украине                   | Рейтарская улица, 33               |             | Список дипломатических миссий Венгрии                       |
| Вьетнам               | Посольство Вьетнама на Украине                  | Товарная улица, 51А                |             | Список дипломатических миссий Вьетнама                      |
| Греция                | Посольство Греции на Украине                    | Улица Панфиловцев, 10              |             | Список дипломатических миссий Греции                        |
| Грузия                | Посольство Грузии на Украине                    | Бульвар Тараса Шевченко, 23        |             | Список дипломатических миссий Грузии                        |
| Дания                 | Посольство Дании на Украине                     | Улица Богдана Хмельницкого, 56     |             | Список дипломатических миссий Дании                         |
| Европейский союз      | Представительство Европейского Союза на Украине | Владимирская улица, 101            |             | Список дипломатических миссий Европейского Союза            |
| Египет                | Посольство Египта на Украине                    | Обсерваторная улица, 19            |             | Список дипломатических миссий Египта                        |
| Израиль               | Посольство Израиля на Украине                   | Бульвар Леси Украинки, 34          |             | Список дипломатических миссий Израиля                       |
| Индия                 | Посольство Индии на Украине                     | Улица Терёхина, 4                  |             | Список дипломатических миссий Индии                         |
| Индонезия             | Посольство Индонезии на Украине                 | Нагорная улица, 27Б                |             | Список дипломатических миссий Индонезии                     |
| Ирак                  | Посольство Ирака на Украине                     | Улица Анри Барбюса, 49             |             | Список дипломатических миссий Ирака                         |
| Иран                  | Посольство Ирана на Украине                     | Круглоуниверситетская улица, 12    |             | Список дипломатических миссий Ирана                         |
| Испания               | Посольство Испании на Украине                   | улица Хорива, 46                   |             | Список дипломатических миссий Испании                       |
| Италия                | Посольство Италии на Украине                    | Улица Ярославов Вал, 32Б           |             | Список дипломатических миссий Италии                        |
| Казахстан             | Посольство Казахстана на Украине                | Улица Мельникова, 26               |             | Список дипломатических миссий Казахстана                    |
| Канада                | Посольство Канады на Украине                    | Улица Ярославов Вал, 31            |             | Список дипломатических миссий Канады                        |
| Китай                 | Посольство КНР на Украине                       | Улица Михаила Грушевского, 32      |             | Список дипломатических миссий Китайской Народной Республики |
| Кипр                  | Посольство Кипра на Украине                     | Дмитриевская улица, 18/24          |             | Список дипломатических миссий Республики Кипр               |
| Кыргызстан            | Посольство Кыргызстана на Украине               | Улица Сечевых Стрельцов, 51/50     |             | Список дипломатических миссий Киргизии                      |
| Куба                  | Посольство Кубы на Украине                      | Бехтеревский переулок, 5           |             | Список дипломатических миссий Кубы                          |
| Кувейт                | Посольство Кувейта на Украине                   | Кудрявская улица, 13-19            |             | Список дипломатических миссий Кувейта                       |
| Латвия                | Посольство Латвии на Украине                    | Улица Ивана Мазепы, 6Б             |             | Список дипломатических миссий Латвии                        |
| Ливан                 | Посольство Ливана на Украине                    | Улица Анри Барбюса, 13Б            |             | Список дипломатических миссий Ливана                        |
| Ливия                 | Посольство Ливии на Украине                     | Овруцкая улица, 6                  |             | Список дипломатических миссий Ливии                         |
| Литва                 | Посольство Литвы на Украине                     | Бусловская улица, 21               |             | Список дипломатических миссий Литвы                         |
| Северная Македония    | Посольство Македонии на Украине                 | Улица Ивана Фёдорова, 12           |             | Список дипломатических миссий Республики Македонии          |
| Малайзия              | Посольство Малайзии на Украине                  | Бусловская улица, 25               |             | Список дипломатических миссий Малайзии                      |
| Марокко               | Посольство Марокко на Украине                   | Улица Ивана Фёдорова, 12           |             | Список дипломатических миссий Марокко                       |
| Мексика               | Посольство Мексики на Украине                   | Владимирская улица, 63             |             | Список дипломатических миссий Мексики                       |
| Молдова               | Посольство Молдовы на Украине                   | Яготинская улица, 2                |             | Список дипломатических миссий Молдовы                       |
| Нигерия               | Посольство Нигерии на Украине                   | Улица Панфиловцев, 36              |             | Список дипломатических миссий Нигерии                       |
| Нидерланды            | Посольство Нидерландов на Украине               | Контрактовая площадь, 7            |             | Список дипломатических миссий Нидерландов                   |
| Германия              | Посольство Германии на Украине                  | Улица Богдана Хмельницкого, 25     |             | Список дипломатических миссий Германии                      |
| Норвегия              | Посольство Норвегии на Украине                  | Стрелецкая улица, 15               |             | Список дипломатических миссий Норвегии                      |
| Катар                 | Посольство Катара на Украине                    | Новоселицкая улица, 13             |             | Список дипломатических миссий Катара                        |
| Пакистан              | Посольство Пакистана на Украине                 | Переулок Панфиловцев, 7            |             | Список дипломатических миссий Пакистана                     |
| Государство Палестина | Посольство Палестины на Украине                 | Улица Ивана Фёдорова, 12           |             | Список дипломатических миссий Государства Палестина         |
| ЮАР                   | Посольство ЮАР на Украине                       | Большая Васильковская улица, 9/2   |             | Список дипломатических миссий Южно-Африканской Республики   |
| Республика Корея      | Посольство Южной Кореи на Украине               | Владимирская улица, 43             |             | Список дипломатических миссий Республики Корея              |
| Польша                | Посольство Польши на Украине                    | Улица Ярославов Вал, 12            |             | Список дипломатических миссий Польши                        |
| Португалия            | Посольство Португалии на Украине                | Улица Ивана Фёдорова, 12           |             | Список дипломатических миссий Португалии                    |
| Румыния               | Посольство Румынии на Украине                   | Улица Михаила Коцюбинского, 8      |             | Список дипломатических миссий Румынии                       |
| Саудовская Аравия     | Посольство Саудовской Аравии на Украине         | Краснодонская улица, 1-3           |             | Список дипломатических миссий Саудовской Аравии             |
| Сербия                | Посольство Сербии на Украине                    | Волошская улица, 4                 |             | Список дипломатических миссий Сербии                        |
| Сирия                 | Посольство Сирии на Украине                     | Белорусская улица, 5               |             | Список дипломатических миссий Сирии                         |
| Словакия              | Посольство Словакии на Украине                  | Улица Ярославов Вал, 34            |             | Список дипломатических миссий Словакии                      |
| Словения              | Посольство Словении на Украине                  | Улица Богдана Хмельницкого, 48     |             | Список дипломатических миссий Словении                      |
| США                   | Посольство США в Украине                        | Улица Владимира Винниченко, 10     |             | Список дипломатических миссий США                           |
| Таджикистан           | Посольство Таджикистана на Украине              | Пирятинская улица, 4               |             | Список дипломатических миссий Таджикистана                  |
| Турция                | Посольство Турции на Украине                    | Арсенальная улица, 18              |             | Список дипломатических миссий Турции                        |
| Туркменистан          | Посольство Туркмении на Украине                 | Пушкинская улица, 6                |             | Список дипломатических миссий Туркменистана                 |
| Узбекистан            | Посольство Узбекистана на Украине               | Владимирская улица, 16             |             | Список дипломатических миссий Узбекистана                   |
| Финляндия             | Посольство Финляндии на Украине                 | Стрелецкая улица, 14               |             | Список дипломатических миссий Финляндии                     |
| Франция               | Посольство Франции на Украине                   | Рейтарская улица, 39               |             | Список дипломатических миссий Франции                       |
| Хорватия              | Посольство Хорватии на Украине                  | Улица Сечевых Стрельцов, 51/50     |             | Список дипломатических миссий Хорватии                      |
| Чехия                 | Посольство Чехии на Украине                     | Улица Ярославов Вал, 34А           |             | Список дипломатических миссий Чехии                         |
| Швеция                | Посольство Швеции на Украине                    | ул. Ивана Франко, 34/33            |             | Список дипломатических миссий Швеции                        |
| Швейцария             | Посольство Швейцарии на Украине                 | Козятинская улица, 12              |             | Список дипломатических миссий Швейцарии                     |
| Эстония               | Посольство Эстонии на Украине                   | Пушкинская улица, 43А              |             | Список дипломатических миссий Эстонии                       |
| Япония                | Посольство Японии на Украине                    | Музейный переулок, 4               |             | Список дипломатических миссий Японии                        |

## Генеральные консульства/Консульства/Консульские отделы Посольств
Берегово
- Венгрия (Офис генерального консульства Ужгорода)

Винница
- Польша

Днепр
- Турция, (ул. Старокозацкая, 40б)
- Литва
- Чехия
- Германия
- Кот-д’Ивуар

Житомир
- Грузия
- Польша

Киев
- Армения — Консульский отдел Посольства (ул. Сечевых Стрельцов, 51/50[7])
- Монголия

Луцк
- Польша

Львов
- Бельгия (ул. Ивана Франка)
- Бразилия
- Грузия
- Казахстан (ул. Ярослава Раппопорта)
- Канада
- Латвия
- Литва
- Мексика
- Нидерланды
- Германия
- Словения
- Польша
- Чехия

Одесса
- Армения — Генеральное консульство (ул. Толстого, 30[7])
- Болгария
- Греция
- Грузия
- Италия
- Казахстан
- Китай
- Кипр
- Молдова
- Германия
- Пакистан
- ЮАР
- Польша
- Румыния
- Турция

Ужгород
- Венгрия
- Словакия

Черновцы
- Румыния

Харьков
- Италия, (ул, Пушкинская, 68)
- Польша, (ул. Артёма, 16, https://web.archive.org/web/20100626030101/http://www.charkowkg.polemb.net/)
- Словения, (пл. Свободы, 8)
- Турция, (ул. Пушкинская, 57, http://honoraryconsul.org.ua/)

## Почётные консульства
Донецк
- Австрия (временно не функционирует на время АТО[3])

Днепр
- Австрия (ул. Лабораторная, 45[10])

Запорожье
- Австрия (Ожидается открытие[3])

Киев
- Австралия (ул. Тургеневская, 45/49, офис 53[10])
- Бангладеш (ул. Тарасовская, 3[11])

Львов
- Австрия (ул. генерала Чупринки, 6, офис 1[10])

Одесса
- Австрия (ул. Греческая, 17[10])
- Италия (ул. Пушкинская, 7)

Тернополь
- Армения (пл. Свободы, 4[7])

Черкассы
- Армения (ул. Дашкевича, 27[7])

Черновцы
- Австрия (ул. Университетская, 20[10])

Харьков
- Австрия (ул. Дмитриевская, 31/35[10])
- Азербайджан (ул. Петровского, 7[4])
- Албания (ул. Академика Проскуры, 1[12])
- Армения (пр. Независимости, 1, офис 18[7])

Ялта
- Армения (адрес временно изменён на время проведения АТО — Киев, ул. Старонаводницкая, 46, офис 10[7])

## Другие дипломатические учреждения вне посольств и консульств
Киев
- Австрия — Бюро торгового советника (Главпочтамт, а/с 62[3])
- Алжир — Офис военного атташе (ул. Звиринецкая, 76, 76-А[5])

## Аккредитованные посольства
| - Албания (Варшава, ул. Алтова, 1) - Ангола (Москва, ул. Улофа Пальме, 6) - Бангладеш (Москва, пер. Земледельческий, 6) - Бенин (Москва) - Боливия (Москва) - Босния и Герцеговина (Будапешт) - Ботсвана (Стокгольм) - Бруней (Женева) - Буркина-Фасо (Берлин) - Чад (Москва) - Чили (Москва) - Колумбия (Варшава) - Республика Конго (Москва) - Кот-д’Ивуар (Москва) - Кипр (Берлин) - Эквадор (Вена) - Экваториальная Гвинея (Москва) - Эритрея (Москва) - Эфиопия (Москва) - Габон (Москва) - Гана (Москва) - Гватемала (Москва) - Гвинея (Москва) - Исландия (Хельсинки) - Ирландия (Прага) - Иордания (Москва) - Кения (Москва) - КНДР (Москва) - Лаос (Москва) | - Люксембург (Люксембург) - Мадагаскар (Москва) - Мали (Москва) - Мальта (Москва) - Маврикий (Берлин) - Монголия (Варшава) - Мозамбик (Москва) - Мьянма (Москва) - Намибия (Москва) - Непал (Москва) - Новая Зеландия (Москва) - Оман (Москва) - Парагвай (Москва) - Филиппины (Москва) - Катар (Москва) - Сан-Марино (Рим) - Сьерра-Леоне (Москва) - Сингапур (Москва) - Шри-Ланка (Москва) - Судан (Москва) - Танзания (Москва) - Таиланд (Москва) - Тунис (Москва) - Уганда (Москва) - ОАЭ (Москва) - Уругвай (Будапешт) - Венесуэла (Минск) - Замбия (Москва) - Зимбабве (Москва) |

## Региональные культурные и экономические представительства
Киев
- Германия,  Бавария — Бюро Свободного Государства Бавария, ул. О. Гончара, 44, офис 3[14].
- Вселенский патриархат Константинополя — Ставропигия Вселенского патриарха, Андреевский спуск, 23[15].
- Китайская Республика — Тайванский торговый центр TAITRA в Киеве, ул. Н. Пимоненко, 13[16].